# Francisco de Borja
Francisco de Borja y Aragón, también conocido como San Francisco de Borja (Gandía, Valencia, 28 de octubre de 1510-Roma, 30 de septiembre de 1572), fue III General de la Compañía de Jesús, IV duque de Gandía, I marqués de Lombay, grande de España y virrey de Cataluña. Fue hijo de Juan de Borja y Enríquez de Luna, III duque de Gandía, y de Juana de Aragón y Gurrea, hija natural de Alonso de Aragón, virrey de Aragón, hijo ilegítimo del rey Fernando II de Aragón, Aldonza Ruiz de Yborra, vizcondesa de Evol. Por parte de su padre, era bisnieto del papa Alejandro VI (Rodrigo de Borja).

## Infancia y juventud

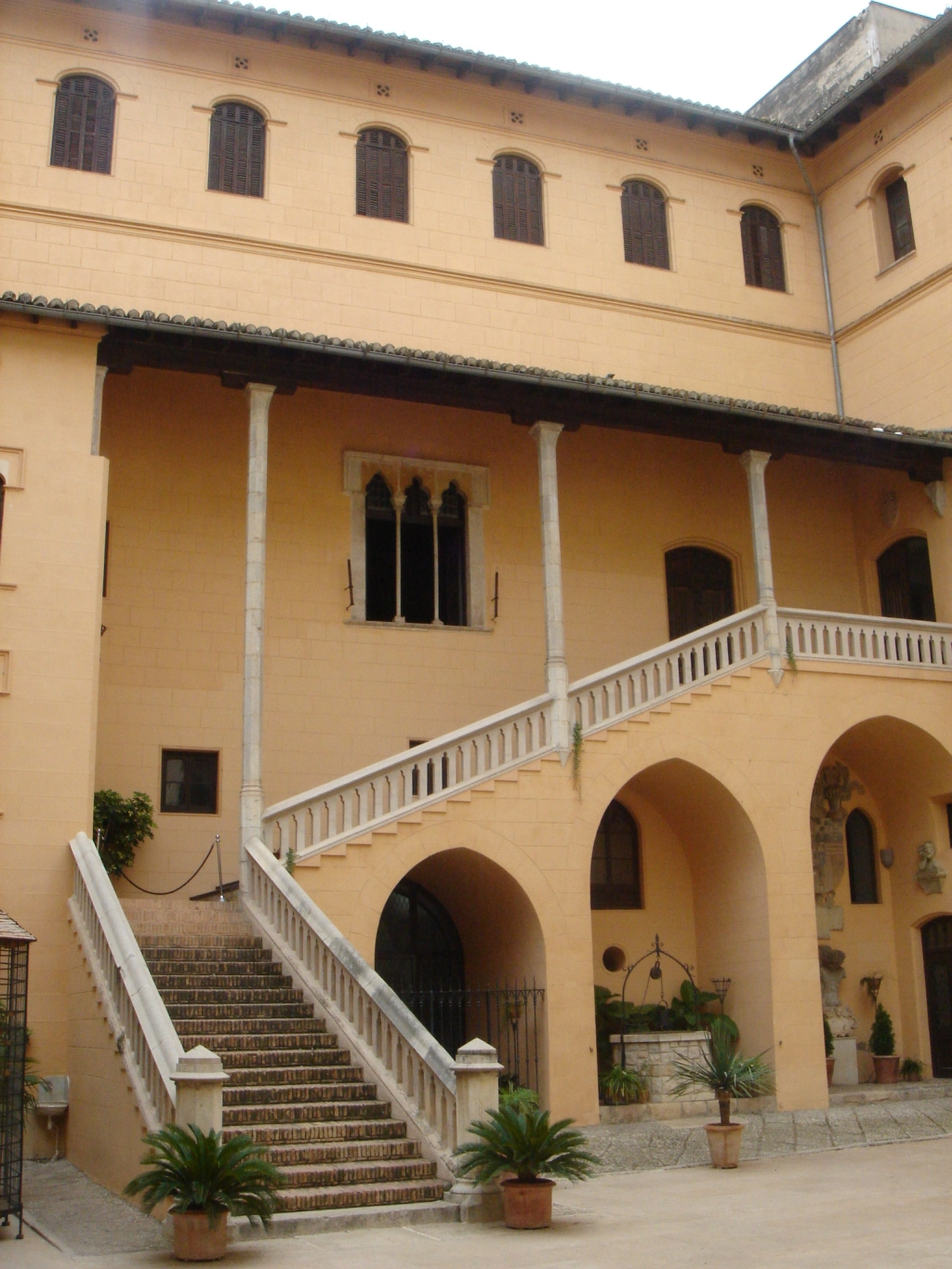
Palacio Ducal de Gandía, casa natal de Francisco de Borja.

Recibió su primera instrucción en Zaragoza, donde fue llevado hacia 1520, cuando contaba con 10 años de edad. Allí tuvo como maestro al filósofo y matemático Gaspar Lax, conocido como el príncipe de la lógica, Aunque de niño fue muy piadoso y deseó convertirse en monje, su familia lo mandó a la corte de su tío segundo el emperador Carlos I de España y V del Sacro Imperio Romano Germánico y en 1522 se encontraba en el palacio de Tordesillas para servir a su tía abuela, la reina Juana I, que estaba recluida ahí.
En 1528, Juan de Borja concedió a su primogénito la mitad de la baronía de Llombay y el título de barón, en tanto que el emperador Carlos V lo nombró gentilhombre de la Casa de Borgoña.
En 1529, se acordó su matrimonio con Leonor de Castro, amiga íntima, Caballeriza Mayor y Dama de la emperatriz Isabel. Tuvieron amplia descendencia, ocho hijos, de los cuales cinco fueron varones y tres mujeres: Carlos en 1530, Isabel en 1532, Juan en 1533, Álvaro en 1535, Juana Francisca en 1535, Fernando en 1537, Dorotea en 1538 y Alonso en 1539.
Llegó a ser «gran privado» del emperador. La propia emperatriz en ausencia del emperador y actuando con plenas facultades como regente, lo nombró Caballerizo Mayor suyo, como ya lo era su esposa, y elevó el título de la baronía de Llombay a marquesado.

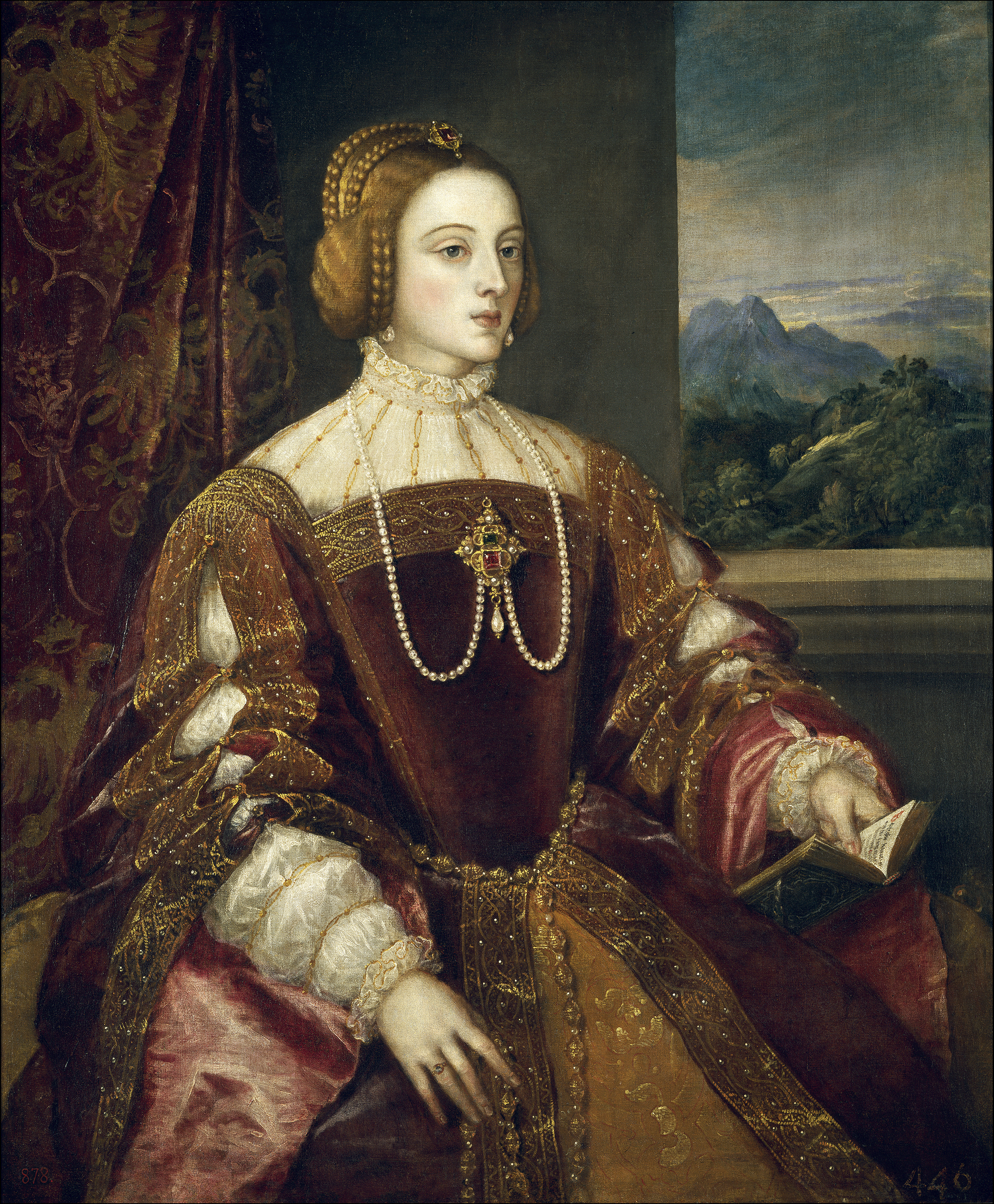
Isabel de Portugal, retratada en 1548 por Tiziano. La muerte de la emperatriz causó una impresión tan profunda en Francisco de Borja, que consideró esa fecha como la de su conversión.

La emperatriz Isabel de Portugal murió en Toledo el 1 de mayo de 1539 con solo 36 años de edad. Era considerada una de las mujeres más bellas de su tiempo, como lo atestigua un lienzo del Tiziano. Esta muerte causó una impresión muy profunda en Francisco de Borja, quien desde entonces la recordó todos los años en su Diario por considerarla la fecha de su conversión:

Por la emperatriz que murió tal día como hoy. Por lo que el Señor obró en mí por su muerte. Por los años que hoy se cumplen de mi conversión.
Francisco de Borja

Felipe, hijo de Isabel de Portugal, encabezó los funerales y Francisco de Borja organizó la comitiva que escoltó el cuerpo de la emperatriz hasta su tumba en la Capilla Real de Granada, donde sería sepultado junto a los restos de los Reyes Católicos. El día 18, se descubrió el féretro antes de introducirlo en el sepulcro a fin de corroborar una vez más su identidad. Al ver descompuesto el rostro de la emperatriz que el mundo había admirado por su belleza, dijo:
"He traído el cuerpo de nuestra Señora en rigurosa custodia desde Toledo a Granada, Jurar que es Su Majestad no puedo. Juro que su cadáver se puso ahí".
Tras las exequias recuerda la tradición que le comentó a un allegado: “Nunca volveré a servir a señor que se me pueda morir”.
En ese mismo año, Carlos V lo nombró virrey de Cataluña cargo que desempeñó con gran eficiencia.

## Ingreso en la Compañía de Jesús

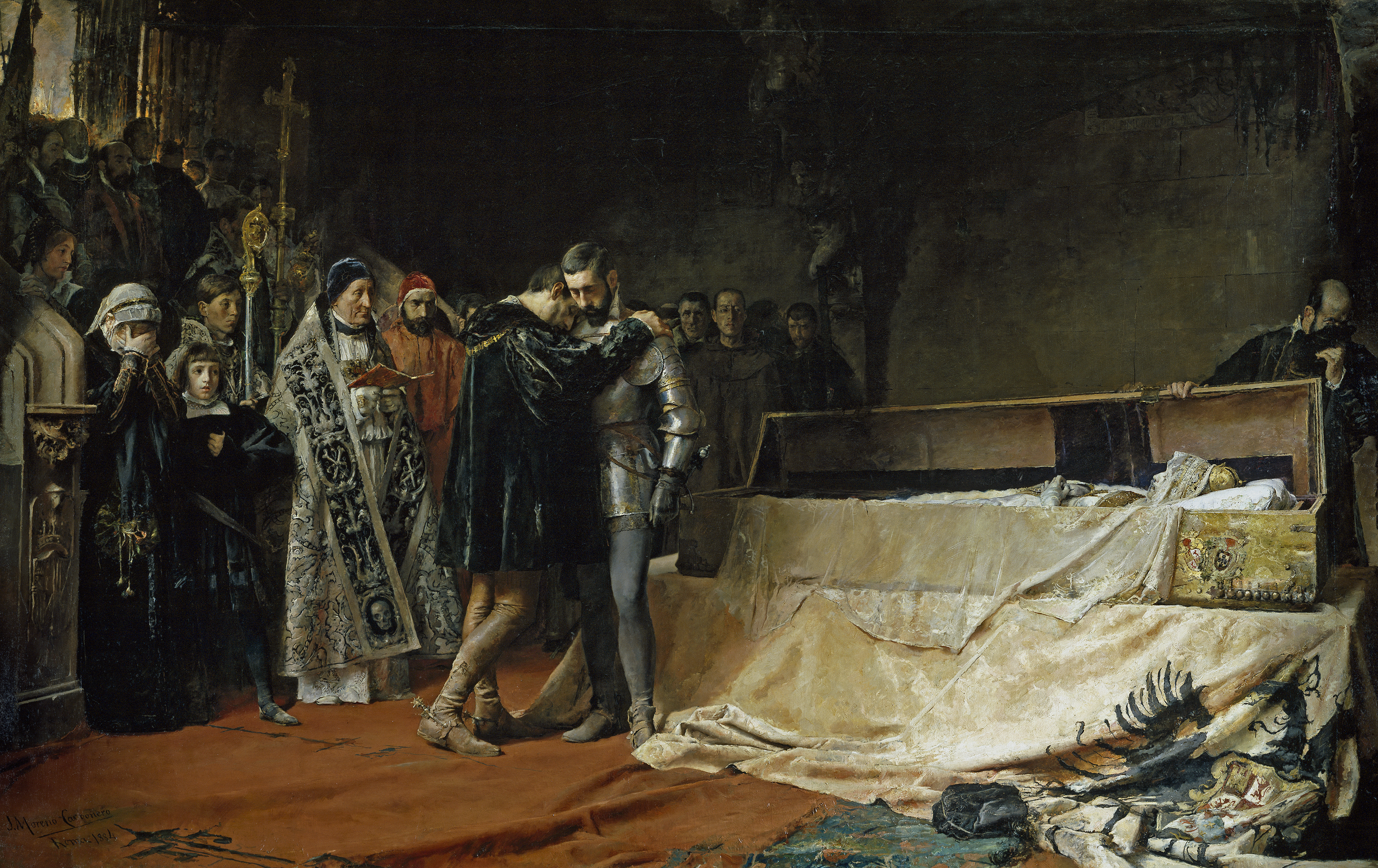
La conversión del duque de Gandía, por José Moreno Carbonero (1884), Museo del Prado.

Sus verdaderos intereses fueron otros, sin embargo. Cuando su padre murió, el nuevo duque de Gandía se retiró a su tierra natal y llevó, con su familia, una vida entregada puramente a la fe. Por esos tiempos entró en contacto con algunos de los primeros jesuitas: los padres Pedro Fabro y Araoz. Así fue madurando su deseo de ayudar económicamente a la orden fundada por Ignacio de Loyola, sobre todo después de hacer los ejercicios espirituales. Fue un gran bienhechor del Colegio Romano y fundó la Universidad de Gandía, el primero en recibir alumnos seglares.
Su esposa Leonor de Castro falleció el 27 de marzo de 1546 en el Monasterio de San Jerónimo de Cotalba, cerca de Gandía, y en junio de ese mismo año, Francisco decidió entrar en la Compañía de Jesús. Ajustó cuentas con sus asuntos mundanos, renunció a sus títulos en favor de su primogénito, Carlos, e inmediatamente se le ofreció el título de cardenal. Lo rechazó, prefiriendo la vida de predicador itinerante. En 1554 se convirtió en el comisario general de los jesuitas en España y, en 1565, a la muerte del Padre Laínez, Padre General de toda la orden.

## Hechos de su generalato

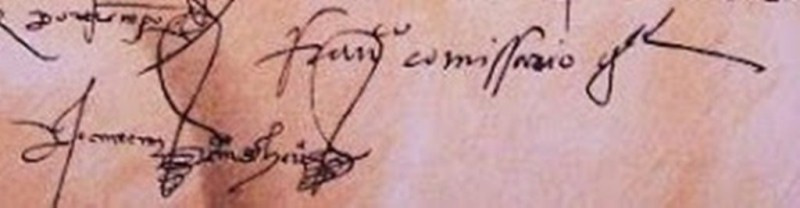
Autógrafo (firma) de San Francisco de Borja y Aragón, IV Duque de Gandía, como General de la Compañía de Jesús.

La II Congregación General de los jesuitas se inclinó por su elección debido al enorme prestigio del otrora duque de Gandía. El electo revisó las reglas de la orden y, por influjo de las prácticas de ciertos jesuitas españoles, fijó el tiempo dedicado a la oración: una hora diaria, por la mañana (Ignacio no había establecido esa norma, dejando que cada miembro de la Compañía decidiera al respecto). Francisco de Borja se preocupó de que cada provincia jesuítica tuviese su propio noviciado: personalmente fundó el Noviciado de San Andrés del Quirinal, en el que se formaron san Estanislao Kostka, el predicador polaco Piotr Skarga y el futuro Padre General Claudio Acquaviva.
Una de las tareas más delicadas de este gobierno fue negociar con el papa Pío V, quien deseaba reintroducir el oficio cantado (o rezo en coro) en la Compañía. De hecho, esta medida empezó en mayo de 1569, pero solamente en las casas profesas y sin interferir con otras tareas. Ya lo había intentado de manera generalizada Pablo IV durante once meses entre 1558 y su muerte, lo que había prorrogado su sucesor y enemigo, el papa intermedio Pío IV. Pío V también ordenó que ningún candidato al sacerdocio de ninguna Orden pudiera ser ordenado hasta después de su profesión; esto causó grandes problemas a la Compañía. Por este motivo, todos los jesuitas debían profesar tres votos solemnes hasta que Gregorio XIII (en diciembre de 1572) restauró la práctica original, tal como estaba en las Constituciones escritas por San Ignacio.[cita requerida] Su secretario fue Juan Alfonso de Polanco, quien había sido el secretario de los dos superiores generales pasados. 
Los Colegios prosperaron: de 50 en 1556 pasaron a 163 en 1574. Borja promulgó la primera Ratio Studiorum en 1569. Para su gobierno se apoyó en Visitadores. Se inició la remodelación de la Iglesia del Gesù en Roma. En general, siguió muy de cerca la evolución de la Contrarreforma en Alemania. Muchas fundaciones jesuitas atendieron a reforzar la causa católica.

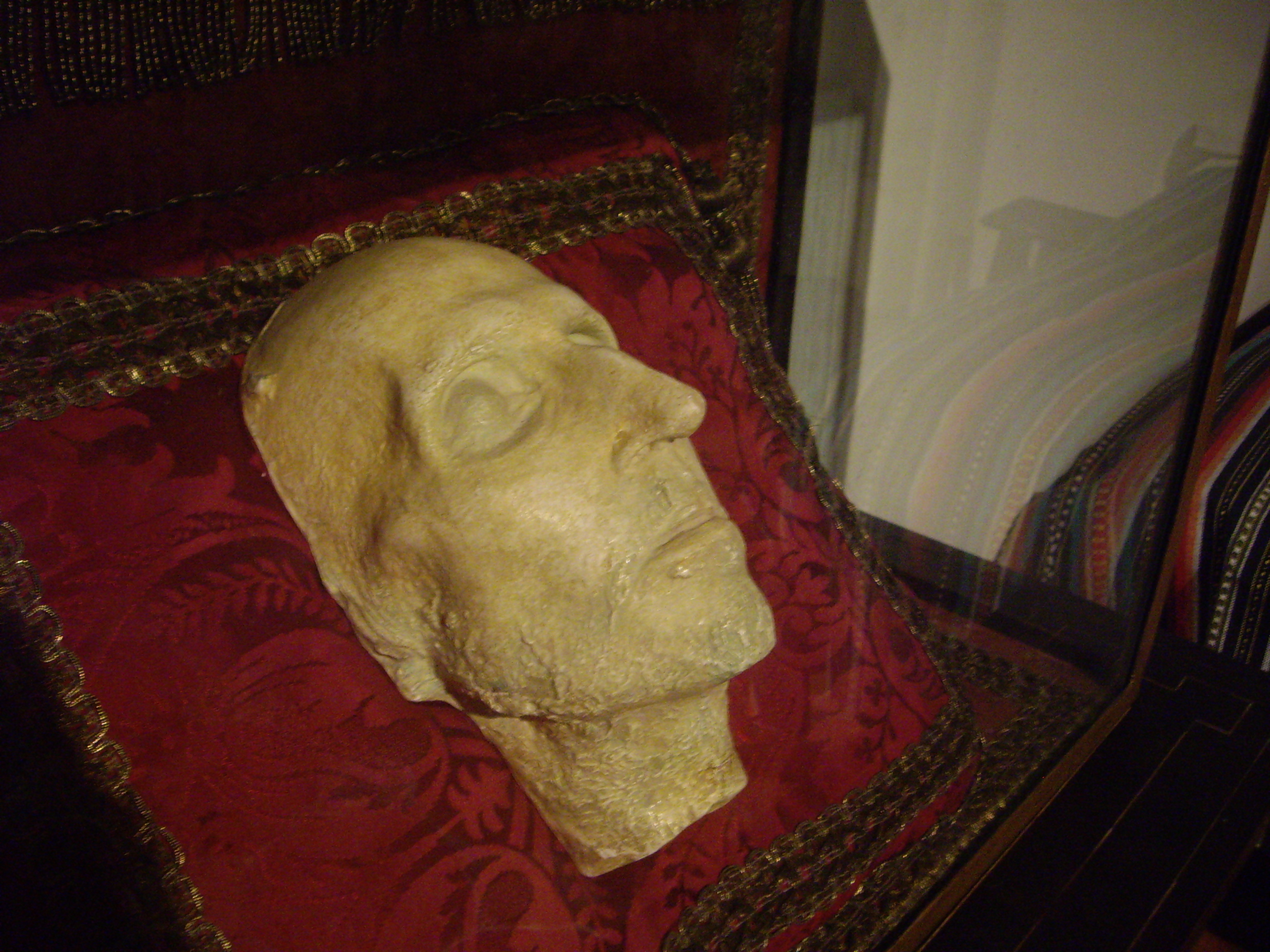
Máscara mortuoria de Francisco de Borja

Dio también gran impulso a las misiones. Una expedición misionera enviada por él a Brasil fue exterminada por los protestantes en alta mar (Inácio de Azevedo y sus compañeros mártires, el 5 de junio de 1570).
Francisco de Borja recibió encargos especiales de Su Santidad, al igual que Laínez. De viaje a Portugal y a España — pese a sus achaques — fue muy agasajado. Atendió negocios de la Compañía y delicados encargos diplomáticos en las cortes de ambos países. El regreso a Roma fue penoso; llegó a la Ciudad Eterna desahuciado. Murió a la medianoche del 30 de septiembre de 1572, diciendo: «Solo quiero a mi Señor Jesucristo.» El Papa Urbano VIII lo beatificó en 1624.

## Su legado
Su decisión referente a la oración alteró la concepción ignaciana al respecto, hasta que en el siglo XX se volvió a la práctica primigenia. Llevó a la práctica la resolución de la Segunda Congregación General de convocar las Congregaciones de Procuradores, que demostró ser una medida muy acertada. Bajo su administración la obra misionera se incrementó y fue próspera. La Compañía fundó nuevas misiones en Florida, México (entonces Nueva España) y Perú. Se incrementó la penetración en Brasil. Sugirió a Pío V la creación de la Congregación para la Propagación de la Fe.[cita requerida]
Francisco de Borja fue canonizado en 1671, por el papa Clemente X. Es decir un siglo después de su muerte y mucho más tarde que los primeros santos jesuitas, Ignacio y Francisco Javier (1622). 
Su memoria litúrgica se celebra el 3 de octubre en el rito romano de la Iglesia católica. Antes de la reforma litúrgica de Pablo VI, se celebraba el 10 de octubre.

## Patronazgos
Santo patrono en España: de la nobleza, de la cetrería y de las ciudades de Gandía, Valencia y Bonares.
En Perú: de la Provincia de Yunguyo. La Provincia de los jesuitas en el Perú está dedicada a San Francisco de Borja. 
En Colombia: protector y patrono de la ciudad de Medellín, en la aflicción de terremotos, temblores, borrascas y tempestades.
En Brasil: patrono del municipio de São Borja, en el estado de Rio Grande do Sul.

## Músico y compositor

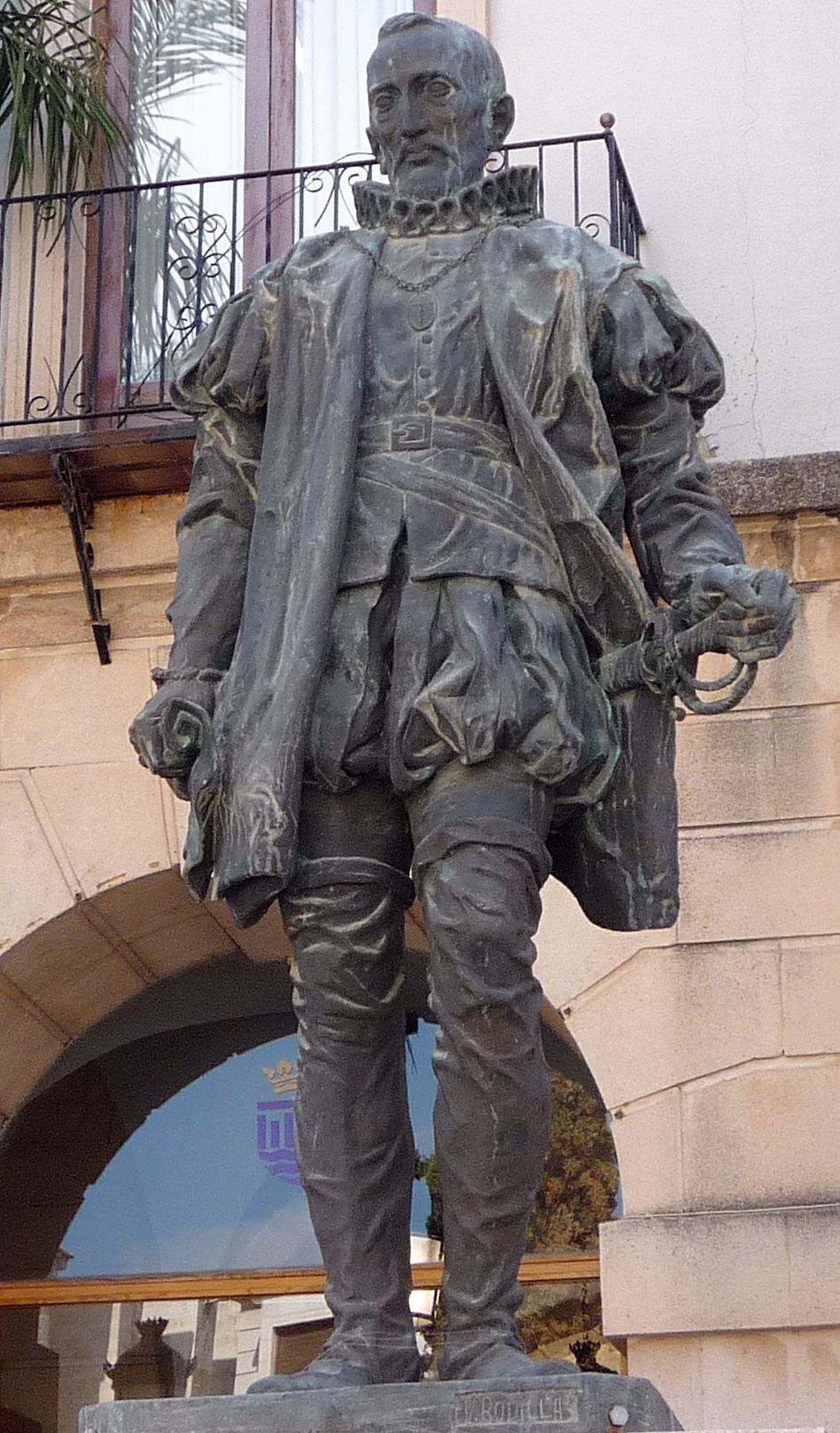
Monumento a Francisco de Borja, IV Duque de Gandía, en su localidad natal

Poco conocida es la pasión que el santo siempre sintió por la música y su espacio como compositor.
Expertos, como el compositor y rector de la Academia de la Música Valenciana, Bernardo Adam Ferrero, aseguran que: "Se conoce poco su aportación al mundo de la música, pero, sin duda, fue un autor muy relevante en la música del siglo XVI".
Adam Ferrero destaca la aportación de San Francisco de Borja a la “multicoralidad”, concepto que comenzó a practicar antes incluso que Juan Bautista Comes, compositor a quien se atribuye generalmente esta innovación.
La obra más conocida, que se le atribuye, es “Visitatio sepulchri”, un drama litúrgico escrito en 1551, que representa los episodios del Entierro y la Resurrección de Cristo.
Igualmente, se considera que escribió algunas otras composiciones religiosas que han tenido una menor notoriedad, pero también consideradas, por los especialistas, como excelentes.

## Ascendencia
|  |                                                          |  |  |  |  |  |  |  |  |  |  |  |  |  |  |  |
|  | 16. Jofré Gil de Borja y Escrivà                         |  |  |  |  |  |  |  |  |  |  |  |  |  |  |  |
|  |                                                          |  |  |  |  |  |  |  |  |  |  |  |  |  |  |  |
|  |                                                          |  |  |  |  |  |  |  |  |  |  |  |  |  |  |  |
|  | 8. Papa Alejandro VI                                     |  |  |  |  |  |  |  |  |  |  |  |  |  |  |  |
|  |                                                          |  |  |  |  |  |  |  |  |  |  |  |  |  |  |  |
|  |                                                          |  |  |  |  |  |  |  |  |  |  |  |  |  |  |  |
|  | 17. Isabel de Borja y Llançol                            |  |  |  |  |  |  |  |  |  |  |  |  |  |  |  |
|  |                                                          |  |  |  |  |  |  |  |  |  |  |  |  |  |  |  |
|  |                                                          |  |  |  |  |  |  |  |  |  |  |  |  |  |  |  |
|  | 4. Juan de Borja y Cattanei, II Duque de Gandía          |  |  |  |  |  |  |  |  |  |  |  |  |  |  |  |
|  |                                                          |  |  |  |  |  |  |  |  |  |  |  |  |  |  |  |
|  |                                                          |  |  |  |  |  |  |  |  |  |  |  |  |  |  |  |
|  | 18. Giacomo, Conde dei Cattanei                          |  |  |  |  |  |  |  |  |  |  |  |  |  |  |  |
|  |                                                          |  |  |  |  |  |  |  |  |  |  |  |  |  |  |  |
|  |                                                          |  |  |  |  |  |  |  |  |  |  |  |  |  |  |  |
|  | 9. Vannozza Cattanei                                     |  |  |  |  |  |  |  |  |  |  |  |  |  |  |  |
|  |                                                          |  |  |  |  |  |  |  |  |  |  |  |  |  |  |  |
|  |                                                          |  |  |  |  |  |  |  |  |  |  |  |  |  |  |  |
|  | 19. Mencia Pinctoris                                     |  |  |  |  |  |  |  |  |  |  |  |  |  |  |  |
|  |                                                          |  |  |  |  |  |  |  |  |  |  |  |  |  |  |  |
|  |                                                          |  |  |  |  |  |  |  |  |  |  |  |  |  |  |  |
|  | 2. Juan de Borja y Enríquez de Luna, III Duque de Gandía |  |  |  |  |  |  |  |  |  |  |  |  |  |  |  |
|  |                                                          |  |  |  |  |  |  |  |  |  |  |  |  |  |  |  |
|  |                                                          |  |  |  |  |  |  |  |  |  |  |  |  |  |  |  |
|  | 20. Fadrique Enríquez de Mendoza                         |  |  |  |  |  |  |  |  |  |  |  |  |  |  |  |
|  |                                                          |  |  |  |  |  |  |  |  |  |  |  |  |  |  |  |
|  |                                                          |  |  |  |  |  |  |  |  |  |  |  |  |  |  |  |
|  | 10. Enrique Enríquez de Quiñones                         |  |  |  |  |  |  |  |  |  |  |  |  |  |  |  |
|  |                                                          |  |  |  |  |  |  |  |  |  |  |  |  |  |  |  |
|  |                                                          |  |  |  |  |  |  |  |  |  |  |  |  |  |  |  |
|  | 21. Teresa Fernández de Quiñones                         |  |  |  |  |  |  |  |  |  |  |  |  |  |  |  |
|  |                                                          |  |  |  |  |  |  |  |  |  |  |  |  |  |  |  |
|  |                                                          |  |  |  |  |  |  |  |  |  |  |  |  |  |  |  |
|  | 5. María Enríquez de Luna                                |  |  |  |  |  |  |  |  |  |  |  |  |  |  |  |
|  |                                                          |  |  |  |  |  |  |  |  |  |  |  |  |  |  |  |
|  |                                                          |  |  |  |  |  |  |  |  |  |  |  |  |  |  |  |
|  | 22. Pedro de Luna y Manuel                               |  |  |  |  |  |  |  |  |  |  |  |  |  |  |  |
|  |                                                          |  |  |  |  |  |  |  |  |  |  |  |  |  |  |  |
|  |                                                          |  |  |  |  |  |  |  |  |  |  |  |  |  |  |  |
|  | 11. María de Luna y Herrera                              |  |  |  |  |  |  |  |  |  |  |  |  |  |  |  |
|  |                                                          |  |  |  |  |  |  |  |  |  |  |  |  |  |  |  |
|  |                                                          |  |  |  |  |  |  |  |  |  |  |  |  |  |  |  |
|  | 23. Elvira de Herrera y Ayala                            |  |  |  |  |  |  |  |  |  |  |  |  |  |  |  |
|  |                                                          |  |  |  |  |  |  |  |  |  |  |  |  |  |  |  |
|  |                                                          |  |  |  |  |  |  |  |  |  |  |  |  |  |  |  |
|  | 1. San Francisco de Borja y Aragón, IV Duque de Gandía   |  |  |  |  |  |  |  |  |  |  |  |  |  |  |  |
|  |                                                          |  |  |  |  |  |  |  |  |  |  |  |  |  |  |  |
|  |                                                          |  |  |  |  |  |  |  |  |  |  |  |  |  |  |  |
|  | 24. Juan II de Aragón                                    |  |  |  |  |  |  |  |  |  |  |  |  |  |  |  |
|  |                                                          |  |  |  |  |  |  |  |  |  |  |  |  |  |  |  |
|  |                                                          |  |  |  |  |  |  |  |  |  |  |  |  |  |  |  |
|  | 12. Fernando II de Aragón                                |  |  |  |  |  |  |  |  |  |  |  |  |  |  |  |
|  |                                                          |  |  |  |  |  |  |  |  |  |  |  |  |  |  |  |
|  |                                                          |  |  |  |  |  |  |  |  |  |  |  |  |  |  |  |
|  | 25. Juana Enríquez                                       |  |  |  |  |  |  |  |  |  |  |  |  |  |  |  |
|  |                                                          |  |  |  |  |  |  |  |  |  |  |  |  |  |  |  |
|  |                                                          |  |  |  |  |  |  |  |  |  |  |  |  |  |  |  |
|  | 6. Alonso de Aragón y Roig de Ivorra                     |  |  |  |  |  |  |  |  |  |  |  |  |  |  |  |
|  |                                                          |  |  |  |  |  |  |  |  |  |  |  |  |  |  |  |
|  |                                                          |  |  |  |  |  |  |  |  |  |  |  |  |  |  |  |
|  | 26. Pedro Ruiz y Alemany                                 |  |  |  |  |  |  |  |  |  |  |  |  |  |  |  |
|  |                                                          |  |  |  |  |  |  |  |  |  |  |  |  |  |  |  |
|  |                                                          |  |  |  |  |  |  |  |  |  |  |  |  |  |  |  |
|  | 13. Aldonza Roig de Ivorra y Alemany                     |  |  |  |  |  |  |  |  |  |  |  |  |  |  |  |
|  |                                                          |  |  |  |  |  |  |  |  |  |  |  |  |  |  |  |
|  |                                                          |  |  |  |  |  |  |  |  |  |  |  |  |  |  |  |
|  | 27. Aldonza de Iborre                                    |  |  |  |  |  |  |  |  |  |  |  |  |  |  |  |
|  |                                                          |  |  |  |  |  |  |  |  |  |  |  |  |  |  |  |
|  |                                                          |  |  |  |  |  |  |  |  |  |  |  |  |  |  |  |
|  | 3. Juana de Aragón y de Gurrea                           |  |  |  |  |  |  |  |  |  |  |  |  |  |  |  |
|  |                                                          |  |  |  |  |  |  |  |  |  |  |  |  |  |  |  |
|  |                                                          |  |  |  |  |  |  |  |  |  |  |  |  |  |  |  |
|  | 28. Miguel de Gotor                                      |  |  |  |  |  |  |  |  |  |  |  |  |  |  |  |
|  |                                                          |  |  |  |  |  |  |  |  |  |  |  |  |  |  |  |
|  |                                                          |  |  |  |  |  |  |  |  |  |  |  |  |  |  |  |
|  | 14. Juan López de Gurrea, Señor de Argabieso             |  |  |  |  |  |  |  |  |  |  |  |  |  |  |  |
|  |                                                          |  |  |  |  |  |  |  |  |  |  |  |  |  |  |  |
|  |                                                          |  |  |  |  |  |  |  |  |  |  |  |  |  |  |  |
|  | 29. Blanca de Gurrea                                     |  |  |  |  |  |  |  |  |  |  |  |  |  |  |  |
|  |                                                          |  |  |  |  |  |  |  |  |  |  |  |  |  |  |  |
|  |                                                          |  |  |  |  |  |  |  |  |  |  |  |  |  |  |  |
|  | 7. Ana de Gurrea y Gurrea                                |  |  |  |  |  |  |  |  |  |  |  |  |  |  |  |
|  |                                                          |  |  |  |  |  |  |  |  |  |  |  |  |  |  |  |
|  |                                                          |  |  |  |  |  |  |  |  |  |  |  |  |  |  |  |
|  | 30. Lope de Gurrea y Entenza                             |  |  |  |  |  |  |  |  |  |  |  |  |  |  |  |
|  |                                                          |  |  |  |  |  |  |  |  |  |  |  |  |  |  |  |
|  |                                                          |  |  |  |  |  |  |  |  |  |  |  |  |  |  |  |
|  | 15. Catalina López de Gurrea                             |  |  |  |  |  |  |  |  |  |  |  |  |  |  |  |
|  |                                                          |  |  |  |  |  |  |  |  |  |  |  |  |  |  |  |
|  |                                                          |  |  |  |  |  |  |  |  |  |  |  |  |  |  |  |
|  | 31. Teresa de Entenza                                    |  |  |  |  |  |  |  |  |  |  |  |  |  |  |  |
|  |                                                          |  |  |  |  |  |  |  |  |  |  |  |  |  |  |  |
|  |                                                          |  |  |  |  |  |  |  |  |  |  |  |  |  |  |  |

## Descendencia

Escudo de armas del Ducado de Gandía de los Borja o Borgia.

- Carlos de Borja y Castro (1530-1592), V duque de Gandía[16]. Casado con Magdalena de Centelles y Folch de Cardona (m. 1596), V Condesa de Oliva.
- Isabel de Borja y Castro (1532-1566), casada con Francisco Gómez de Sandoval y Zúñiga, IV marqués de Denia[16]; de esta unión nació el I Duque de Lerma (valido del rey Felipe III), quien a su vez fue el abuelo materno de doña Luisa de Guzmán, reina de Portugal y ancestro de toda la dinastía portuguesa de Braganza.
- Juan de Borja y Castro (1533-1606), I conde de Ficalho y I conde de Mayalde.[16]
- Álvaro de Borja y Castro (1535-1580), contrajo matrimonio con su sobrina Elvira Enríquez de Almansa y Borja, V marquesa de Alcañices.
- Juana de Borja y Castro (1535-1575), casada con Juan Enríquez de Almansa y Rojas, IV marqués de Alcañices.
- Fernando de Borja y Castro (1537-1587), comendador de Castellanos de la Orden de Calatrava.[4]
- Dorotea de Borja y Castro (1538-1552), monja en el Convento de Santa Clara de Gandía.
- Alfonso de Borja y Castro (1539-1593), casado en 1567 con Leonor de Noronha.

### Antecesor de casas reales europeas
Francisco de Borja es ancestro de varias casas reales de Europa por ser el antepasado de Luisa de Guzmán, reina consorte (1640–1656) y regente de Portugal, esposa del rey Juan IV.
| Predecesor: Diego Laínez | Prepósito General de la Compañía de Jesús 1565-1572 | Sucesor: Everard Mercurian |